# Asmate flaveola
Asmate flaveola är en fjärilsart som beskrevs av Otto Staudinger 1928. Asmate flaveola ingår i släktet Asmate och familjen mätare. Inga underarter finns listade i Catalogue of Life.